# Aeletes confusus
Aeletes confusus är en skalbaggsart som först beskrevs av Blackburn in Blackburn och Sharp 1885.  Aeletes confusus ingår i släktet Aeletes och familjen stumpbaggar. Inga underarter finns listade i Catalogue of Life.